# 共产主义国际主义者组织

共产主义国际主义者组织标志

共产主义国际主义者组织（俄语：Организация Коммунистов Интернационалистов，羅馬化：Organizatsiya Kommunistov Internatsionalistov，缩写为OKI）是俄罗斯的一个托洛茨基主义组织，于2023年5月由国际马克思主义趋势俄罗斯支部马克思主义趋势与共产主义组织“新赤色分子”合并而成。该组织称其目标是创建一个革命先锋干部党。该组织成立后，开始在圣彼得堡、莫斯科和其他城市组织公开活动，并鼓励原马克思主义趋势和新赤色分子的同情者加入新成立的组织。该组织曾是国际马克思主义趋势的支部。